# Lista postaci serii Star Trek
Lista głównych postaci (oraz aktorów grających je) występujących we wszystkich 6 serialach z uniwersum – świata Star Trek:

## Star Trek: Seria oryginalna i Star Trek: Seria animowana
- William Shatner jako James T. Kirk
- Leonard Nimoy jako Spock
- DeForest Kelley jako Leonard McCoy
- James Doohan jako Montgomery Scott
- George Takei jako Hikaru Sulu
- Walter Koenig jako Pavel Chekov
- Nichelle Nichols jako Nyota Uhura

## Star Trek: Następne pokolenie
- Patrick Stewart jako Jean-Luc Picard
- Jonathan Frakes jako William Riker
- Brent Spiner jako Data
- LeVar Burton jako Geordi La Forge
- Michael Dorn jako Worf
- Gates McFadden jako Beverly Crusher
- Marina Sirtis jako Deanna Troi
- Denise Crosby jako Tasha Yar
- Wil Wheaton jako Wesley Crusher
- Diana Muldaur jako Katherine Pulaski

## Star Trek: Stacja kosmiczna
- Avery Brooks jako Benjamin Sisko
- Nana Visitor jako Kira Nerys
- René Auberjonois jako Odo
- Michael Dorn jako Worf
- Terry Farrell jako Jadzia Dax
- Alexander Siddig jako Julian Bashir
- Colm Meaney jako Miles O’Brien
- Nicole de Boer jako Ezri Dax
- Armin Shimerman jako Quark
- Cirroc Lofton jako Jake Sisko

## Star Trek: Voyager
- Kate Mulgrew jako Kathryn Janeway
- Robert Beltran jako Chakotay
- Tim Russ jako Tuvok
- Robert Duncan McNeill jako Tom Paris
- Roxann Dawson jako B’Elanna Torres
- Garrett Wang jako Harry Kim
- Jeri Ryan jako Siedem z Dziewięciu
- Robert Picardo jako Awaryjny Hologram Medyczny
- Ethan Phillips jako Neelix
- Jennifer Lien jako Kes

## Star Trek: Enterprise
- Scott Bakula jako Jonathan Archer
- Jolene Blalock jako T’Pol
- Connor Trinneer jako Charles Tucker
- Dominic Keating jako Malcolm Reed
- Anthony Montgomery jako Travis Mayweather
- Linda Park jako Hoshi Sato
- John Billingsley jako Doktor Phlox